# Eualus subtilis
Eualus subtilis är en kräftdjursart som beskrevs av Alberto Carvacho och Olsen 1984. Eualus subtilis ingår i släktet Eualus, och familjen Hippolytidae. Inga underarter finns listade i Catalogue of Life.